# 勝賢
勝賢（しょうけん、保延4年2月18日（1138年3月30日）- 建久7年6月22日（1196年7月19日））は、平安時代後期の真言宗の僧。東大寺87世、醍醐寺18・20・22世座主。父は藤原通憲（信西）。初名は勝憲。通り名を侍従僧正、覚洞院権僧正。

## 生涯と業績
忍辱仙流の祖である寛遍（『醍醐寺三宝院流伝授目録』）に師事し、1158年（保元3年）権律師に任じられる。翌1159年（保元4年）醍醐寺の実運に灌頂を受け、また常喜院の心覚からも法を受けた。1160年（永暦元年）以降、醍醐寺座主に3度任じられたが、一時期同門の乗海の反対により高野山へ逃れた時期もある。父信西の関係で後白河法皇との結びつきは強く、木曾義仲の上洛の際に法皇の安穏と天下泰平を祈祷したり、祈雨の為に孔雀経法を修すなどした。
東寺二長者・東大寺別当・東大寺東南院院主を歴任。1185年（文治元年）8月10日には権僧正に任じられた。弟子に仁和寺の守覚法親王がいる。著書に『灌頂秘訣』1巻・『六月抄』『勝賢日記』『祈雨法日記』『御修法記』などがある。